# Désirée von Trotha

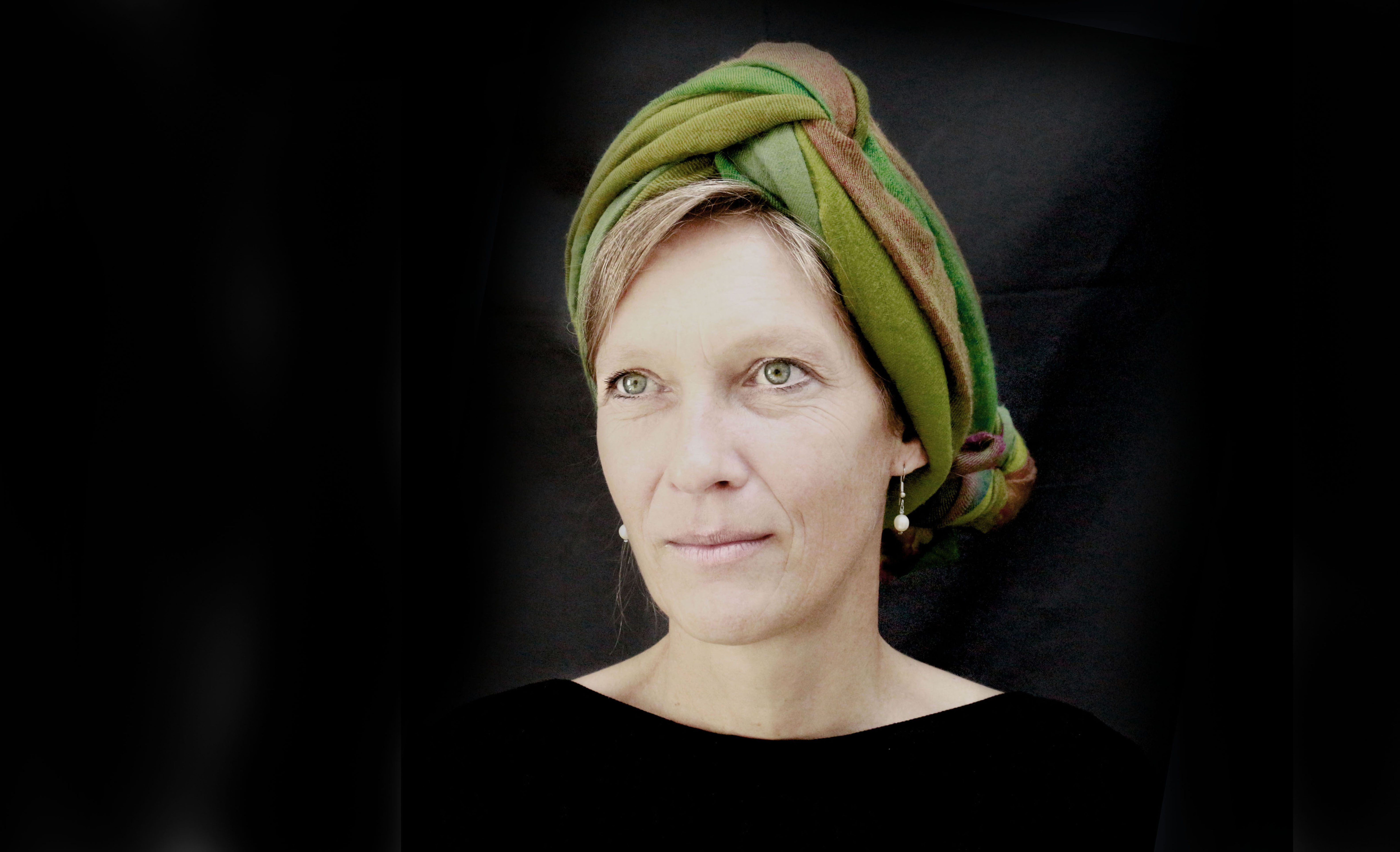
Désirée von Trotha (2013)

Désirée Madlen Renate Gesa von Trotha (geboren am 30. Dezember 1961 in Augsburg; gestorben am 27. November 2021 in München) war eine deutsche Filmautorin, Fotografin, Journalistin und Schriftstellerin.

## Leben
Désirée von Trotha absolvierte 1989 eine Ausbildung an der Hochschule für Fernsehen und Film. 1991 begann sie mit der Leitung von Expeditionen in der Sahara und verlegte ihren Lebensmittelpunkt in Gebiete Nord- und Westafrikas, um mit Tuareg- und Tubu-Nomaden im südlichen Algerien und Mauretanien sowie im Norden Malis, Nigers und Tschads zusammen zu leben. Aus diesen Begegnungen entstanden mehrere Bücher, Fotobände, Filme und Ausstellungen.
Zu den wichtigsten Publikationen gehören ihre 2010 ausgestrahlte ZDF/Arte-Dokumentation Afrikanische Schönheiten – Kunst am Haar in Mali und 2011 ihr vom WDR coproduzierter Dokumentarfilm Woodstock in Timbuktu – die Kunst des Widerstands über das Festival au Désert, der 2013 in die deutschen Kinos kam und mehrfach ausgezeichnet wurde. 
2021 starb sie an den Folgen eines Sturzes in München.
Die Persönlichkeit Désirée von Trothas wird in der Porträtsammlung Himmelsstürmerinnen von Anne Siegel gewürdigt.
Im Jahr 2023 wurden Arbeiten von ihr zusammen mit den Bildern weiterer Fotografinnen und Fotografen in der Ausstellung Simply Photopgraphy in Hamburg gezeigt.

## Printmedien
- Dorothee Gräfin von Walderdorff: Die Chronistin der Tuareg. Nachruf: Zum Tod von Désirée von Trotha. In: Deutsches Adelsblatt, Nummer 1, 15. Januar 2022, S. 32.